# Douglas Tshomba
Douglas Tshomba (4 mei 1983) is een Belgisch voormalig basketballer. Zijn broers Butch Tshomba, Duke Tshomba en Lloyd Tshomba waren ook profbasketballers.

## Carrière
Tshomba speelde collegebasketbal voor Eastern New Mexico Greyhounds en Tusculum Pioneers. In 2006 start hij als prof bij Club Basquet Inca in de Spaanse tweede klasse. Hij tekende het seizoen erop bij de Zwitserse club Fribourg Olympic Basket waarmee hij Zwitsers landskampioen werd in 2008. Het seizoen erop ging hij spelen voor Worcester Wolves in het Verenigd Koninkrijk. 
Hij keerde in 2009 terug naar Zwitserland en tekende bij BC Boncourt waar hij drie jaar speelde. Hij stopte na nog een seizoen te hebben gespeeld bij de Franse derdeklasser JA de Vichy.

## Erelijst
- Zwitsers landskampioen: 2008